# Treehouse of Horror X
Treehouse of Horror X, llamado La casa-árbol del terror X en España y La casita del horror X en Hispanoamérica, es un capítulo de terror paródico perteneciente a la undécima temporada de la serie de televisión de dibujos animados Los Simpson, emitido originalmente el 31 de octubre de 1999. Es un episodio especial de Halloween.

## Sinopsis
En la escena de apertura, Kang y Kodos presentan un show de variedades, con una audiencia en vivo repleta de alienígenas. Mientras cuentan chistes, se escuchan risas enlatadas, pero la audiencia no parece entretenida. La familia Simpson aparece viendo el programa en su casa con las apariencias de los especiales de Halloween anteriores: Homer apareciendo como la caja sorpresa de "Treehouse of Horror II", Marge como la bruja de "Treehouse of Horror VIII", Bart como el mutante mitad-mosca, también de "Treehouse of Horror VIII", Maggie como la mutante alienígena humana del especial anterior y Lisa como la víctima de un asesinato con un hacha clavada en la cabeza. Lisa pregunta "¿Qué tienen que ver los alienigenas con Halloween?" a lo que Maggie responde diciendo "¡Silencio!" con la voz de Kang, y la vaporiza con un rayo láser.

### I Know What You Diddily-Iddly-Did
"Sé lo que hicieron, no lo nieguen" en Hispanoamérica; "Se lo que hicisteis, pillines" en España.
Los Simpsons van en auto por una carretera, con Marge al volante en una noche con mucha niebla. Accidentalmente, Marge atropella a Ned Flanders y lo mata. Al día siguiente, Homer tira el cuerpo de Ned sobre la entrada de su casa, hacienda parecer que se cayó del techo, y espera hasta oír el ruido horrorizado de Maude al encontrar muerto a su esposo. Poco tiempo después del funeral de Ned, una misteriosa figura comienza a aterrorizar a la familia. Luego de verlo a medias, los Simpsons escapan de su casa rumbo a un bosque. Allí, descubren que la figura era nada menos que Flanders. Ned no había muerto en el accidente, pero luego les cuenta que, por una coincidencia, momentos antes de ser atropellado, estaba haciendo ejercicio cuando fue mordido por un lobo, convirtiéndose así en un hombre lobo. Mientras que habla, las nubes se van apartando, dejando ver a la luna llena; al recibir su luz, Ned se arranca su suéter y se convierte en el hombre lobo que era. La familia corre rápidamente para alejarse de él, pero Homer, distraído, es atrapado por Flanders, quien lo ataca.

### Desperately XeekingXena
"Desesperadamente buscando a Xena" en Hispanoamérica y España.
Marge lleva a Bart y a Lisa a la Escuela Primaria de Springfield, en donde el jefe Wiggum está haciendo funcionar una máquina portátil de rayos X para inspeccionar los dulces de los niños. Cuando está inspeccionando los caramelos de Nelson, la máquina, al estar atorada por la gran cantidad de dulces, explota, liberando radiación. Los rayos impactan sobre Lisa y Bart. Al impactar en Bart, los rayos le dan el poder de estirarse anormalmente, mientras que a Lisa le da una extraordinaria fuerza. Juntos, se convierten en superhéroes, llamados "Clobber Girl" ("Chica hierro" en España y "La Golpeadora" en Hispanoamérica) y "Stretch Dude" ("Chico goma" en España y "El Elástico" en Hispanoamérica). En su primera aventura, la actriz Lucy Lawless, disfrazada de Xena, es raptada por un villano llamado "El Coleccionista" mientras que estaba dando una conferencia en una convención de historietas. "El Coleccionista" ("The Collector" en la versión original en inglés), quien es Jeff Albertson, lleva a Lucy hacia un sótano, en donde la coloca en una bolsa de plástico, poniéndola en exhibición junto a muchos otros personajes. "Clobber Girl" y "Stretch Dude" van a rescatar a Lucy, pero El Coleccionista los ata uno con el otro y los pone sobre un recipiente lleno de metacrilato líquido, hacia el cual van cayendo lentamente. Lawless, entonces, todavía en su bolsa de plástico, atrae al Coleccionista hacia ella, y, cuando lo tiene cerca, comienza a golpearlo. Una vez enfrentados, El Coleccionista toma un sable luminoso de Star Wars para combatir a "Xena", pero ella lo detiene, haciéndole notar que lo había sacado de su empaque original. En medio del combate, el coleccionista cae al metacrilato líquido. Luego, sale y antes de que el plástico líquido se seque decide morir adoptando la pose de uno de los personajes de "Battlestar Galactica". Lucy Lawless rescata a Bart y a Lisa y se los lleva volando, cuando Lisa le dice "pero Xena no vuela", la actriz contesta: "Ya les dije que noy soy Xena, soy Lucy Lawless" en referencia a que la actriz también actuó en la serie de televisión de Wonder Woman (Mujer Maravilla).

### Life's a Glitch, Then You Die
"Una vida difícil y después la muerte" en Hispanoamérica. "La vida es un desliz, después te mueres" en España.
El 31 de diciembre de 1999, todo el pueblo de Springfield sale a recibir el año nuevo. Segundos antes de la medianoche, Lenny y Lisa le preguntan a Homer si había vacunado en contra de virus a todas las computadoras de la Planta Nuclear, ya que un solo error en una computadora podría ocasionar un caos cibernético mundial. Homer dice que las había vacunado todas, pero luego recuerda que se había olvidado de la suya propia. Al llegar el 2000, todas las computadoras del mundo, gracias a la de Homer, se contaminan, y todos los objetos eléctricos comienzan a funcionar mal. Los aviones caen del cielo, los electrodomésticos se vuelven en contra de sus dueños y el restaurante giratorio de Springfield se convierte en una nave. Viendo el desastre en lo que se había convertido la ciudad, Homer y su familia salen a recorrerla, y encuentran a Krusty, agonizando, ya que su marcapasos funcionaba mal. Cuando Krusty cae, supuestamente muerto, Bart descubre que tenía una carta junto a él, y al leerla todos descubren de que se estaba evacuando la Tierra. Cuando caminan un poco más, descubren un cohete, el cual estaba siendo llenado por gente importante del planeta, y que sería llevado a Marte para empezar allí una nueva vida. Al tratar de subir a la nave, a Homer no se lo permiten, pero a Lisa sí, quien sube junto a Marge y Maggie. Sin embargo, un minuto después, Homer y Bart encuentran otra nave, la cual no estaba custodiada, y suben a bordo de ella. Cuando están en sus asientos, descubren con horror de que el cohete estaba tripulado por famosos poco importantes, y que la nave iba directo hacia al Sol, en un suicidio masivo. Para evitar morir con esa gente que iba a bordo, Homer y Bart hacen expulsar sus asientos, quedando varados en el espacio, en donde pronto sus cabezas estallan.